# Dong Heng
Dong Heng (? - automne 219), officier des Wei et sous-commandant de Yu Jin et Pang De. Lors du siège de Guan Yu sur la ville de Fancheng, il mena les sept armées de Yu Jin et Pang De vers la ville assiégée afin de porter secours à Cao Ren. Il s’opposa à ce que Pang De mène l’avant-garde puisqu’il fut autrefois sous les commandes de Ma Chao, qui se trouvait du côté ennemie. Enfin, il fut tué par Pang De après lui avoir suggéré de se rendre à Guan Yu.

## Informations complémentaires

### Autres articles
- Trois Royaumes de Chine et Chroniques des Trois Royaumes
- Dynastie Han
- Personnalités du royaume de Wei